# Mîkolo-Musiivka, Solone
Mîkolo-Musiivka (în ucraineană Миколо-Мусіївка) este un sat în comuna Dzerjînivka din raionul Solone, regiunea Dnipropetrovsk, Ucraina.

## Demografie
Componența lingvistică a localității Mîkolo-Musiivka
     Ucraineană (95,89%)
     Rusă (4,11%)
Conform recensământului din 2001, majoritatea populației localității Mîkolo-Musiivka era vorbitoare de ucraineană (95,89%), existând în minoritate și vorbitori de rusă (4,11%).